# Rivetina pallida
Rivetina pallida är en bönsyrseart som beskrevs av Johann Heinrich Kaltenbach 1984. Rivetina pallida ingår i släktet Rivetina och familjen Mantidae. Inga underarter finns listade i Catalogue of Life.